# Promesa letal
Promesa letal (título original: Lethal Vows) es un telefilme estadounidense de 1999 dirigida por Paul Schneider y protagonizada por Marg Helgenberger y John Ritter.

## Argumento
Ellen Farris es una mujer que tiene dos hijas, Sarah y Danielle. Estuvo casada con el doctor David Farris, el cual se divorció de ella por unas enfermedades que tuvo y que fueron demasiado para él. Sin embargo esas enfermedades desaparecieron en su mayor parte cuando se fue y antes de eso ella también notó un acontecimiento raro que mira luego como alucinación por haber estado enferma entonces y que él también se lo hizo creer, el que pusiese durante una noche algo de una radio vieja dentro de sus cosas de higiene cuando todavía estaba casado dejando otra parte separado de ello.
Más tarde él se casa con Lorraine, que más tarde fue concejala, y tiene un hijo con ella. Se llama Graham. A pesar de sentir rencor de ella por ser ahora su esposa, con el tiempo, se llevan bien ya que resulta ser una buena mujer. Un día ella empieza a tener las mismas enfermedades que ella, que cada vez son peores. Como sabe lo que sufre, ella la ayuda donde puede. Finalmente ella descubre que podrían haber sido causadas por selenio, un veneno mortal. Cuando se lo dice a su exmarido, ella muere poco tiempo después y su cuerpo es incinerado, mientras que ella descubre casualmente en su casa varias radios que eran idénticas con la que vio en esa "alucinación". Además le informan en la autopsia que en las muestras de tejido de ella había un olor raro.
Entonces empieza a investigar profundamente. Descubre, que lo que sacó de esa radio en esa "alucinación" era selenio que había en ella y que un envenenamiento gradual así causaba los síntomas que ella y Lorraine tenían. Dándose cuenta de que ese acontecimiento realmente ocurrió, ella de inmediato llama entonces a la policía y les informa que Lorraine fue asesinado explicándoles también cómo lo averiguó. El responsable del caso, el detective Rick Mauser, toma su acusación en serio y descubre a través del tejido de Lorraine que ella fue envenedada con cianuro y que, para taparlo en la autopsia, le inyectó también cloro, lo que causó ese olor raro. Eso lleva a que empiece luego a investigar su casa e interrogarlo profundamente. De pronto Ellen tiene otra vez síntomas como los de antes. Investigan su cuerpo y descubren restos de selenio en sus riñones. 
Llegan a la conclusión de que Lorriane fue envenenada con selenio, que el Dr. Farris decidió envenenarla y matarla luego con cianuro para hacerlo más rápido una vez que Ellen había empezado a sospechar y que tiene ahora la intención de matar a ella para que no pueda ser testigo en un posible juicio. También descubren que él la había envenenado antes para poder irse de ella y casarse con Lorraine, algo que Lorraine no sabía, y que envenenó a Lorraine para poder casarse luego con una tercera mujer con la diferencia que en este caso también la mató porque pensaba que iba a dejarla por otro hombre temiendo que para ello iba a hacer con el tiempo lo mismo que él hizo con Ellen.
Teniendo toda esta evidencia y la prueba que tenía acceso a cianuro, el Dr. Farris es arrestado, juzgado y condenado a cadena perpetua por el asesinato. Toda su familia le abandona y Graham se va a vivir con Ellen, que también consigue mantener unida a su familia a través de todo lo ocurrido. Aun así Ellen Farris nunca pudo recuperarse del envenenamiento, lo que también contribuyó más tarde a su muerte.

## Reparto
- John Ritter - Dr. David Farris
- Marg Helgenberger - Ellen Farris
- Megan Gallagher - Lorraine Farris
- Lawrence Dane - Detective Rick Mauser
- Jessica Bowman - Sarah Farris
- Miko Hughes - Graham Farris
- Madeline Zima - Danielle Farris
- Sandra Caldwell - Noreen Summers
- Michael Anthony Rawlins - Fiscal A. John Hodges
- Brenda Bazinet - Dr. Addington

## Producción
La película se desarrolló basándose para ello en una historia real que ocurrió. Esa verdadera historia es la de Richard K. Overton que fue condenado por haber envenenado a su exmujer Dorothy Boyer y por haber asesinado a su tercera mujer, Janet Overton. Para hacerla se rodó el telefilme en Ontario, Canadá.